# Barbana (Croazia)
Barbana (in croato Barban) è un comune di 2 715 abitanti della Croazia, a poco più di 10 km da Albona sulla strada tra Pola e Fiume.

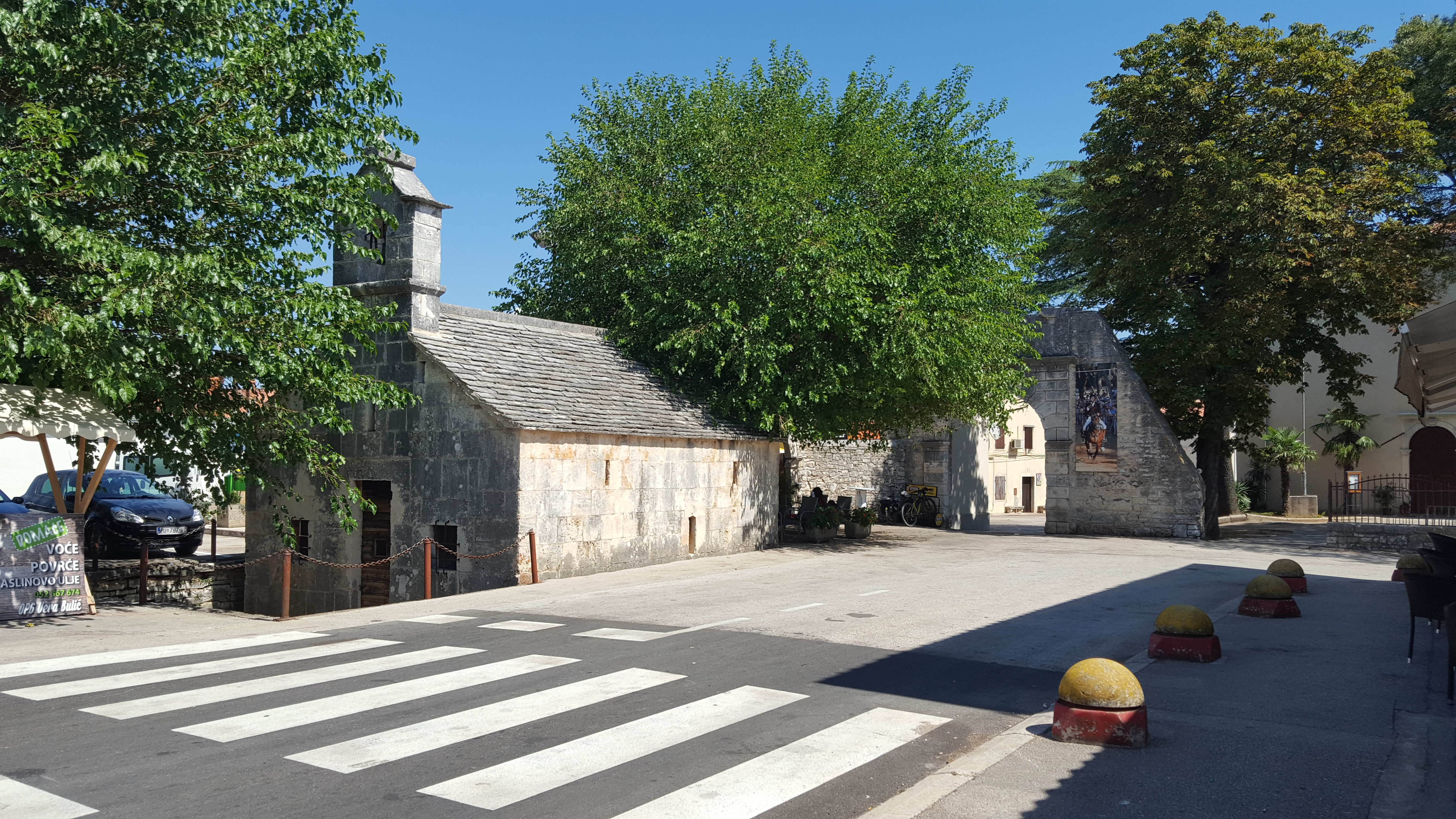
Barbana, chiesa di Sant'Antonio e mura medievali

La struttura medievale della cittadina è tuttora ben conservata con mura, torri e porte. Vi si trova la chiesetta medievale di Sant'Antonio con campanile a vela e affreschi all'interno.

## Storia
Nel 1937 parte del territorio comunale venne distaccato per costituire il nuovo comune di Arsia.

## Società

### La presenza autoctona di italiani
È presente una comunità di italiani autoctoni che rappresentano una minoranza residuale di quelle popolazioni italofone che abitarono, per secoli la penisola dell'Istria e le coste e le isole del Quarnaro e della Dalmazia, territori che appartennero alla Repubblica di Venezia. La presenza degli italiani a Barbana è drasticamente diminuita in seguito all'esodo giuliano dalmata, che avvenne dopo la seconda guerra mondiale e che fu anche cagionato dai "massacri delle foibe".
Il comune di Barbana, fino al 1945, presentava una maggioranza di abitanti di lingua croata, che costituivano la quasi totalità della popolazione delle campagne, mentre il centro cittadino aveva una maggioranza di lingua italiana. Secondo l'ultimo censimento del 2011 è presente nel comune di Barbana una piccola minoranza autoctona di italiani composta da 17 persone, pari allo 0,62% della popolazione.

### Lingue e dialetti
| %      | Ripartizione linguistica (gruppi principali) |
| ------ | -------------------------------------------- |
| 99,21% | madrelingua croata                           |
| 0,39%  | madrelingua italiana                         |

| %      | Ripartizione linguistica (gruppi principali) |
| ------ | -------------------------------------------- |
| 98,49% | madrelingua croata                           |
| 0,62%  | madrelingua italiana                         |

## Corsi d'acqua
Vi scorre il fiume Arsa.

## Località
Il comune è diviso in 31 insediamenti (naselja), di cui il capoluogo è Barbana con 218 abitanti (2011):
- Balli II (Balići II)
- Barbana d'Istria (Barban), sede comunale
- Bassici (Bašići)
- Bicici (Bičići)
- Borini (Borinići)
- Bratelli (Bratulići)
- Cherbochi (Hrboki)
- Cosliani (Kožljani)
- Dolizza (Dolica)
- Dragosetti (Draguzeti)
- Fonte San Giorgio (Jurićev Kal)
- Glavani (Glavani)
- Golzana (Koromani)
- Gorizza (Gorica)
- Grandici (Grandići)
- Magnaorsi o Magnaduorzi (Manjadvorci)
- Medanzi (Medančići)
- Melnizza (Melnica)
- Orichi (Orihi)
- Petechi (Petehi)
- Percati (Prhati)
- Pontiera (Puntera)
- Raichi (Rajki)
- Rebeci (Rebići)
- Roinici (Rojnići)
- Saini di Barbana (Šajini)
- San Giovanni d'Arsa (Sutivanac)
- Sviti (Cvitići)
- Vadres (Vadreš)
- Varossi (Varož)
- Zeleschi (Želiski)